# 쿠사오 타케시
쿠사오 타케시(일본어: 草尾毅, 1965년 11월 20일 ~ )는 일본의 남자 성우다.

## 출연작

### 텔레비전 애니메이션
1987년
- 빅쿠리맨 (우시와카 천사/우시와카 신제/성령 우시와카)
- 보스코 어드벤쳐 (촌장 외)

1988년
- 에스퍼 마미 (신문부원1、농구부원)
- 키테레츠 대백과 (은행원、경찰관、남자1、아이2)
- 세인트 세이야 (울프나치)
- 드래곤볼 (청년)
- 비밀의 아코짱 (토오루)
- 헬로! 레이디 린 (토마스)
- 사무라이 트루퍼 - (사나다 료、차회예고 나레이션)

1989년
- 악마군 (키리히트, 가하하 3인조 <파랑>)
- 드래곤볼Z (트랭크스)
- 맛의 달인 (1989년 - 1992년 야구선수2、아마노 토시오、오하라 코이치)
- 마법사 셀리(제2기) (요페이)
- 모모타로 전설  PEACHBOY LEGEND (우라시마 타로)
- 수신 라이거 (카즈오)
- 신 빅쿠리맨 (뉴로빈)
- 야와라! (부원)
- 요술공주 샐리 (요헤이)

1990년
- NG기사 라무네 앤드 40 (바바 라무네)
- 침푸이 (무닐)
- PEACH COMMAND 신 모모타로 전설 (오니마료)
- 야와라! (부원 C)
- 용자 엑스카이저 (그린 레이커)
- RPG전설 헤포이 (1990년 - 1991년, 류토)

1991년
- 기갑경찰 메탈잭 (니콜라)
- 겟타로보 고 (이치몬지 고)

1992년
- 내일로 프리킥 (1992년 - 1993년, 고다이 슌)
- 초전동로보 철인 28호 FX (1992년 - 1993년, 나츠키 사부로)
- 수퍼 빅쿠리맨 (1992년 - 1993년, 피닉스)

1993년
- SLAM DUNK （1993년 - 1996년、사쿠라기 하나미치)
- 드래곤볼 Z: 절망을 향한 대반격!! 남겨진 초전사 오반과 트랭크스 (트랭크스)

1994년
- 쓰요시 정신차려 (미즈시마)

1995년
- 신기동전기 건담W (뮬러)
- 닌쿠 (기린)
- 폭렬헌터 (코우)

1996년
- 쾌걸 조로 (키드)
- 드래곤볼GT - (트랭크스)
- 게게게의 키타로 (제4작) (1996년 - 1998년, 우산귀신, 타케기리노리)
- VS기사 라무네 앤드 40염 (바바 라무네)

1997년
- 클램프 학원 탐정단 (아키미호라 타케시)
- B-로봇 가브타크  (카부타크)
- 소녀혁명 우테나 (사이온지 쿄우이치)
- 탐해전설 머메노이드 (1997년~1998년, 마담)
- HARELUYA II BØY (미카게 료지)

1998년
- 쾌걸증기탐정단 (1998년~1999년 루 브레드)
- 그 남자! 그 여자! (미야자와 히로유키, 나레이션)
- 김전일 소년의 사건부 (카와시마 유타카)
- SHADOW SKILL (뱀남, 다크니스)
- 명탐정 코난 (1998년 - 2018년, 혼다 오사무, 안자이 마나부 <안자이 마나부, 타니자키>, 로쿠타 타쿠지, 타카죠 테츠야)

1999년
- 빅토리 구슬동자 (홈즈봄)

2000년
- 엑셀 사가（KEY）
- 최유기 시리즈 (2000년 - 2017년, 홍해아)
- GTO (청년)
- 디지몬 어드벤처 02 (카우보이몬)
- Boys Be...  (청년)
- 어둠의 후예 (아비코 데쓰히로)

2001년
- 슈퍼갤즈 (타케루)
- RUN=DIM (사에키슌)
- ONE PIECE (2001년 - 2019년, 하그왈 D. 사우로, 카라스, 코자, 골드로져 (젊었을 때 모습))

2002년
- 스파이럴 추리의 띠 (2002년 - 2003년 아사즈키 코스케)
- 페코라 (샤바트)

2003년
- 이누야샤 (2003년 - 2010년, 반코츠, 류라, 마가츠히, 마요나카)
- D.N.ANGELl (클라드)
- 건방진 천사 (삐에로)
- 블랙 잭 2시간 스페셜 ~생명을 둘러싼 4가지 기적~
- 플라네테스 (소매치기)
- 합체용사 플러스터 (깅가드)

2004년
- 개구리 중사 케로로 (2003년 - 2010년, 도로로 병장, 도쿠쿠 외)
- SAMURAI 7 (효고)
- 히트를 노려라! (쿠루메 겐지로)
- 링에 걸어라1 (카토리 이시마츠)

2005년
- 가이킹 LEGEND OF DAIKU-MARYU (2005년 - 2006년, 리 젠신)
- 기동신선조 불타라 검 (다나카 우콘)
- SPEED GRAPHER (유리가오카 란)
- SoltyRei（워）
- 모험왕 비트 (로즈코드)

2006년
- Ergo Proxy (로키)
- 스모모모모모모 ~지상최강의 신부~ (2006년 - 2007년, 코가네이 텐카)
- 나왔습니다! 파워퍼프걸 Z (히로)
- NARUTO -나루토- (고즈)
- 축! (해피 럭키)빅쿠리맨 (2006년 - 2007년 야마토 왕자, 야마토 신제, 아마고스사노)
- 쾌걸 조로리 (프레디)
- 꿈의 사도 (미시마 츄메이)

2007년
- Yes! 프리큐어5 (코코/코코다 코지)
- 게게게의 키타로 (제5작) (와시오 마코토)
- 코드 기아스 반역의 를루슈 (마오)
- DARKER THAN BLACK -흑의 계약자- (웨이 체이쥰)
- 체포하겠어 풀 스로틀 (연구원)
- 메이플스토리 (안지)
- 메이저 (2007년 - 2008년, 후지이, 데비즈)

2008년
- 스킵 비트! (쿠로사키 우시오)
- 타이타니안 (아르세스 타이타니아)
- 월드 디스트럭션 （カエル師）

### 극장판 애니메이션
2018년
- 드래곤볼 슈퍼: 브로리 - 트랭크스